# Eucorpulentosoma simile
Eucorpulentosoma simile är en tvåvingeart som beskrevs av Townsend 1914. Eucorpulentosoma simile ingår i släktet Eucorpulentosoma och familjen parasitflugor.
Artens utbredningsområde är Peru. Inga underarter finns listade i Catalogue of Life.